# Will Grigg
William Donald Grigg (Solihull, 1991. július 3. –) angol születésű északír válogatott labdarúgó, a Chesterfield játékosa.
Az északír válogatott tagjaként részt vett a 2016-os Európa-bajnokságon.

## "Will Grigg's on Fire"
2016 májusában a Wigan Athletic szurkoló Sean Kennedy feltöltött egy videót a YouTube-ra, ahogy a drukkerek azt éneklik "Will Grigg's on Fire" azaz "Will Grigg formában", ami az ismert énekes Gala "Freed from Desire" című számának az átköltött verziója volt, és nagy népszerűségnek örvendett az északír szurkolók körében a 2016-os labdarúgó-Európa-bajnokságon is.

## Sikerei, díjai
Wigan Athletic
- League One: 2015-16, 2017-18
- League One gólkirálya (25 gól): 2015-16